# Flosi Ólafsson
Flosi Ólafsson (født 27. oktober 1929 i Reykjavík, død 24 oktober 2009) var en islandsk skuespiller.

## Filmografi
- 1984 – Når ravnen flyver
- 1988 – Ravnens skyge